# Greenwich-tijdsignaal
Het Greenwich-tijdsignaal (Engels: Greenwich Time Signal) is een serie van zes korte pieptonen die worden uitgezonden op de radiozenders van de BBC om exact het nieuwe uur aan te duiden. Ze werden voor het eerst gebruikt in 1924. De piepjes worden uitgezonden van de 55e tot en met de zestigste seconde van de 59ste minuut van ieder uur. De piepjes duren 0,1 seconde, terwijl de laatste een halve seconde duurt. Het tijdsignaal wordt meestal gebruikt door mensen om hun horloge weer exact gelijk te zetten.
Als er een schrikkelseconde is, worden er zeven piepjes gespeeld (of, theoretisch, vijf bij een negatieve schrikkelseconde). Vóór de invoering van de schrikkelseconden was de laatste piep even lang als de andere.
De Nederlandse publieke radio begon in 1948 met het uitzenden van dit tijdsignaal dat elk uur vooraf ging aan de nieuwsuitzending van het ANP, later het NOS-radionieuws en NOS journaal. Tot 1991 waren dit 6 piepjes van 0,1 seconde. In 1991 werden deze vervangen door drie piepjes op de 58e en 59e seconde van de laatste minuut van het uur, en de eerste seconde van het volgende uur, waarvan de laatst genoemde een lengte van 0,5 seconden had.
In augustus 2018 maakte de Nederlandse Publieke Omroep (NPO) bekend dat men ging stoppen met het uitzenden van dit tijdsignaal. Het NOS journaal op NPO Radio 1 wordt nu wel voorafgegaan door een jingle met piepjes, maar volgens NPO zijn deze slechts bedoeld als "subtiele verwijzing naar de pips", zij geven niet de exacte tijd meer aan.